# San Donà di Piave
San Donà di Piave [ˈsan doˈna ˈdi ˈpjaːve] ist eine Stadt mit 41.848 Einwohnern (Stand 31. Dezember 2023) in der Metropolitanstadt Venedig. Sie befindet sich 50 Kilometer  von Venedig entfernt und 30 Kilometer von Treviso. Die Stadt liegt am Fluss Piave, der in die Adria mündet.
Die Nachbargemeinden sind Ceggia, Cessalto (TV), Eraclea, Fossalta di Piave, Jesolo, Musile di Piave, Noventa di Piave, Salgareda (TV) und Torre di Mosto.

## Stadtgeographie
Stadtteile:

Lage in der Metropolitanstadt

Der Stadtbereich von San Donà di Piave unterteilt sich in 9 Stadtteile:
Brusade, Calnova, Carbonera, Centro, Ereditari, Forte 48, Mussetta di Sotto, Sabbioni, San Luca.
Frazioni
Teilgemeinden:
Calvecchia, Chiesanuova, Cittanova, Fiorentina, Fossà, Grassaga, Isiata, Mussetta di Sopra, Palazzetto, Passarella, Santa Maria di Piave.
Località
Ortsteile:
Botteghino di Chiesanuova, Caposile, Jutificio, Molino di Calvecchia, Tessere.

## Geschichte

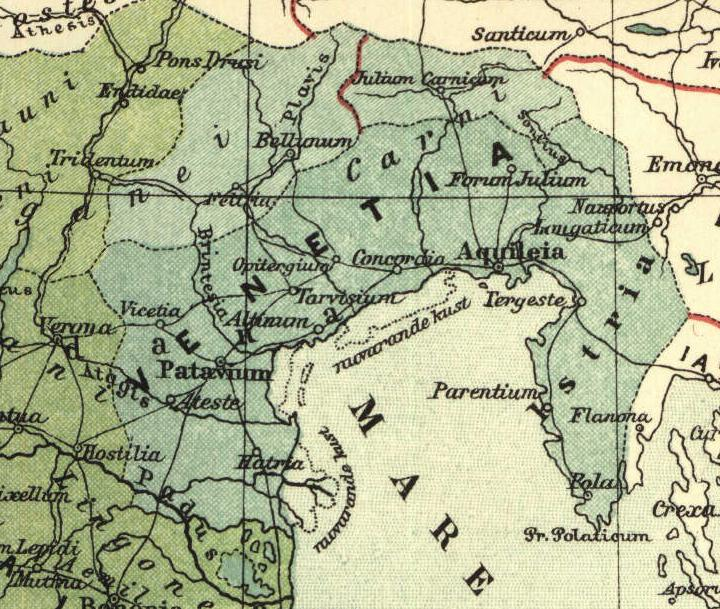
Die römische Regio X Venetia et Histria

Bei Chiesanuova fand sich am seinerzeitigen linken Ufer der Piave, der Fluss, der im 17. Jahrhundert umgeleitet wurde, eine neolithische Siedlung. Die Vegetation war zu dieser Zeit noch weniger von der entstehenden Lagune von Venedig und von Sümpfen geprägt, die Eichenwälder waren noch nicht verschwunden.
Die 131 v. Chr. errichtete Via Annia, die Hatria (Adria) mit Aquileia verband, überquerte die Piave im Gebiet des heutigen Zentrums von San Donà und den Grassaga-Kanal wohl mittels einer steinernen Brücke.
Im Frühmittelalter war Heracleia, in der Frazione Cittanova des heutigen Ortes San Donà di Piave gelegen, Hauptort des byzantinischen Dukats Venetien. Diese Stadt verschwand im 9. Jahrhundert. Eine Neugründung als Civitas Nova Heracliana erfolgte unter dem venezianischen Dogen Angelo Partecipazio. Sie bildet heute die Frazione Eraclea.
Nach 1000 entstanden bei Cittanova die Burghi San Donato und Mussetta, die der Jurisdiktion des Patriarchen von Aquileia unterstanden. Eigentlicher Herr des Ortes war allerdings vom 11. bis 13. Jahrhundert die Familie Ezzelino. Mussetta hingegen war Zankapfel zwischen dem Patriarchat und der Kommune Treviso, so dass die Familien Da Romano und Da Camino eine Burg errichteten. Südlich dieser Burg entstand die Villa Sancti Donati, möglicherweise auf den Ruinen einer frühmittelalterlichen Siedlung, die in Zusammenhang mit Heracleia stand. Ab 1154 ist in dem Ort, der an der Grenze zwischen den Bistümern Cittanova, Torcello und Treviso lag, eine Kapelle belegt.

### Die Piave zerteilt das Dorf, „Freundschaftspakt“ (13. Jahrhundert)
Die beiden Nachbargemeinden San Donà de Piave und Musile di Piave werden vom Fluss Piave getrennt. 1250 verlegte der Fluss infolge einer gewaltigen Überschwemmung sein Bett, so dass die Kirche nun von ihrem Gemeindegebiet getrennt war. So entstanden San Donato de qua de la Piave und San Donato oltre la Piave (heute Musile di Piave). Heute sind beide Städte Mittelzentren der Provinz Venedig, die vom Handel mit landwirtschaftlichen Erzeugnissen der Region (insbesondere Obst) leben und über 40.000 bzw. 10.000 Einwohner haben. Vor 700 Jahren hingegen, im Spätmittelalter, waren es zwei Dörfer in einer Sumpflandschaft, die sich um ihre Kirchen mit ihren jeweiligen Patronen scharten. Der „Freundschaftspakt“ zwischen den beiden Gemeinden geht auf diese Zeit zurück. Die Kirche San Donato markierte die Grenze zwischen der Diözese des Patriarchen von Aquileia, das dem römisch-deutschen Reich angehörte, und der des Bischofs von Torcello, hinter dem die Republik Venedig stand. Die kleine Kirche, die vorher auf der linken Flussseite und damit auf der Seite von San Donà di Piave gestanden hatte, geriet nun auf die rechte Flussseite und damit auf das Gebiet von Musile di Piave. Der Gemeinde San Donà (der Kurzform von San Donato) kam damit ihr identitätsstiftendes Merkmal abhanden, denn die Kirche war ihrem Schutzpatron geweiht. Man einigte sich auf einen Kompromiss: Die Gemeinde San Donà konnte den Namen des Schutzpatrons behalten, wohingegen Musile das Recht hatte, die jährliche Messe zu Ehren des Heiligen abzuhalten. Die Bevölkerung von San Dona musste künftig als Gegenleistung zwei kräftige lebende Kapaune am 7. August jeden Jahres an Musile abgeben. Noch immer leistet am 7. August der Bürgermeister von San Donà an seinen Kollegen von Musile in einer feierlichen Zeremonie diese „Tributzahlung“.

### Venezianische Herrschaft, Bonifikationen, die Vorherrschaft der Trevisan
Unter Leitung eines Gastalden leitete die Republik Venedig ab dem 15. Jahrhundert eine Reihe von Bonifikationen am unteren Piave-Fluss ein. Dieses Amt wurde von Venedig versteigert. Am 2. September 1475 wurde die Gastaldia di San Donà an Francesco Marcello und Angelo Trevisan in Form einer Emphyteuse vergeben, die öffentlichen Angelegenheiten wurden nunmehr von einem Vicario Ducale wahrgenommen, der durch den Dogen ernannt wurde. Er hatte in San Donà Residenz zu nehmen und dem Dogen einen Treueid zu leisten. Erster Vikar war Antonio Lupo, der 1476 vom Dogen Pietro Mocenigo eingesetzt wurde. Doch am 27. Juni 1483 wurde das Amt für 10.000 Dukaten an die beiden venezianischen Adligen verkauft. Im Laufe der Jahre wurde es praktisch zum erblichen Besitz der Familie Trevisan. Dies verhinderte die Entstehung von kleinräumigen Besitzverhältnissen, zugleich spitzte sich die ökologische Situation am Fluss weiter zu.
So unternahm Venedig zwischen 1565 und 1579 einen ersten Versuch, die Piave umzuleiten, indem man den Kanal Tajada de Re im südlichen Gebiet der Gemeinde, in Passarella grub.

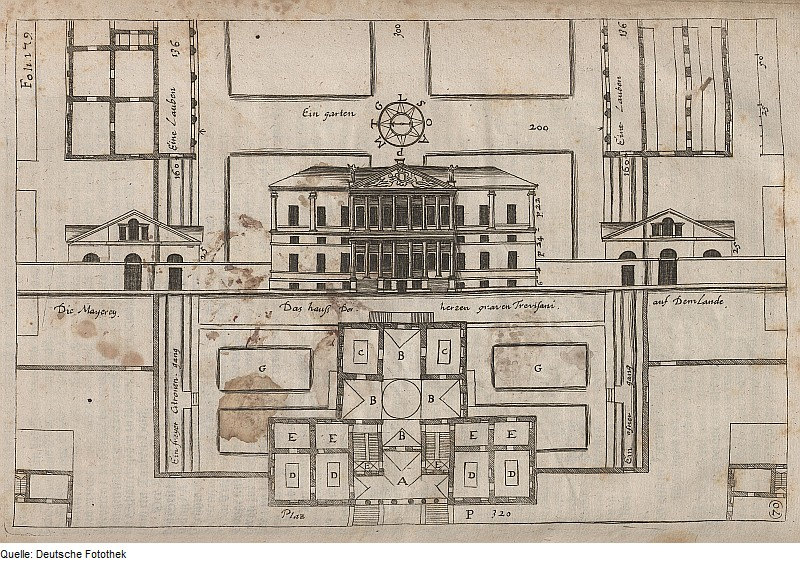
Plan des Vincenzo Scamozzi für die Villa des Domenico Trevisan in San Donà

1609 vergab Domenico Trevisan den Auftrag an den Architekten Vincenzo Scamozzi, eine völlige Neuordnung der Gastaldia di San Donà vorzunehmen. Doch das Projekt, das auch ein großes Landhaus vorsah, wurde nur zu geringen Teilen durchgeführt.
Nach mehr als zwanzigjährigen Arbeiten wurde 1664 der Taglio Novo gegraben, der damit verlegt wurde, um nun in den Porto Santa Margherita zu münden. Doch 1683 verlegte die Piave erneut ihren Lauf und mündete nun bei Cortellazzo. Das alte Flussgebiet, die Piave Vecchia, wurde zu einem beinahe stehenden Gewässer, dessen Nähe man aus gesundheitlichen Gründen mied. Zugleich wurden neue Kulturen eingeführt, vor allem der Mais.

### Franzosen und Österreicher (1797–1866), Hauptort, Gebietserweiterung, Revolution von 1848
1797, nach dem Ende der Republik Venedig, entstand die Municipalità San Donà als Hauptort von 15 Kantonen im Distrikt Treviso. Mit der Zuordnung zum Königreich Italien entstand am 1. Mai 1806 das Dipartimento dell’Adriatico, wobei San Donà Hauptort des gleichnamigen Distrikts wurde. 1807 wurde der Ort Sitz des Notariats und 1808 der Präfektur des Départements. Erste Versuche begannen, die sumpfigen Gebiete zu nutzen.
Unter den Österreichern inkorporierte San Donà den bewohnten Teil von Musile di Piave, das zur frazione wurde, dazu Teile des Gebiets von Grisolera, das heutige Eraclea. Das Städtchen wurde zunächst einem Cancelliere del Censo unterstellt, 1819 einem Commissario Distrettuale.
Neben dem zwischen 1838 und 1841 vom Architekten Giovanni Battista Meduna nach Plänen von Antonio Diedo errichteten neuen Dom entstanden in den ersten beiden Dritteln des 19. Jahrhunderts zahlreiche Stadtpaläste.
Als Daniele Manin und Niccolò Tommaseo am 22. März 1848 die unabhängige Repubblica di San Marco ausriefen, schloss sich Piave als erste Gemeinde bereits einen Tag später an. Doch der Aufstand brach 1849 zusammen.
Die Bewegung zur Einigung Italiens hatte, trotz der Niederschlagung des venezianischen Aufstands, auch im Ort weiterhin Anhänger. Im Juni 1864 strichen zwei Bürger die Glocke des Doms in den italienischen Nationalfarben Grün, Weiß und Rot an. Bei der Feier anlässlich des 34. Geburtstages des Kaisers (Franz Joseph I.) am 18. August 1864 verschwand der Klöppel der Glocke.

### Italien (ab 1866), Industrialisierung, Trockenlegungen, Erster Weltkrieg, Wiederaufbau
Am 18. Juli zogen die Truppen des italienischen Generals Enrico Cialdini in den Ort ein. Mit den ersten freien Wahlen wurde Giuseppe Bortolotto zum Bürgermeister erhoben. Die Trockenlegung der Sümpfe wurde verstärkt in Angriff genommen, es kam allein zu 48 Bonifikationen, in deren Verlauf 11.000 Hektar Land gewonnen wurden, was einem Viertel des Gebiets zwischen Sile und Livenza entsprach.

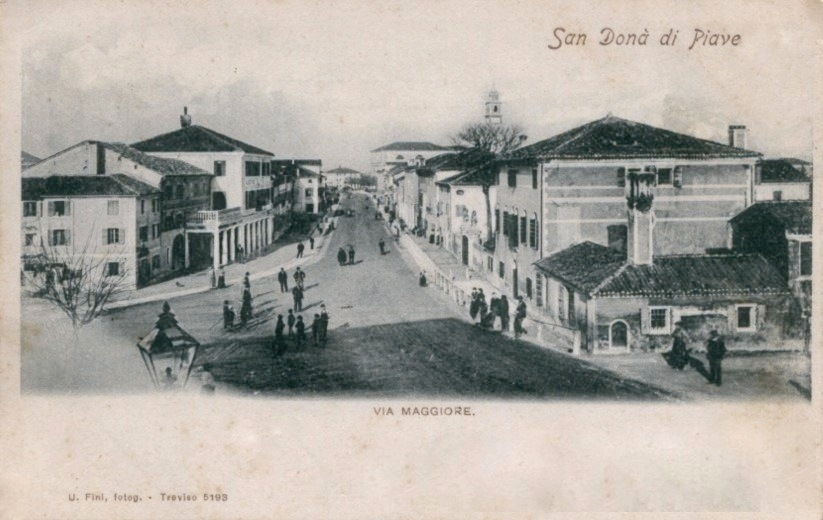
Die Via Maggiore (Corso Silvio Trentin) Anfang des 20. Jahrhunderts

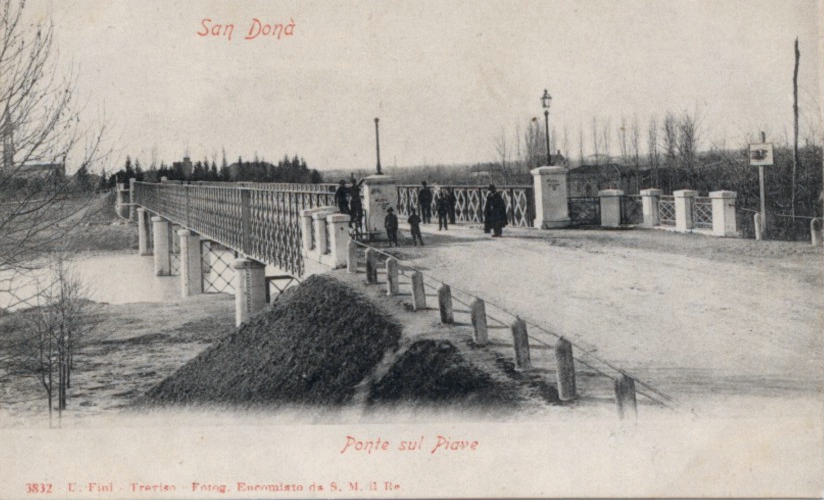
Die Piavebrücke vor dem Ersten Weltkrieg

1873 wurde die Piave Vecchia wieder schiffbar, 1875 entstand die erste Brücke zwischen San Donà und Musile. Sie wurde zwar 1882 durch den Fluss zerstört, doch 1884 bis 1886 wieder aufgebaut. Zwischen 1881 und 1885 entstanden Eisenbahnverbindungen und Dampfboote nahmen ihren Betrieb auf, 1877 entstand die Banca Mutua Popolare, 1895 wurde eine Telefonverbindung nach Cavazuccherina (Jesolo) eingerichtet.

Der Frontverlauf zwischen dem 24. Oktober und dem 12. November 1917

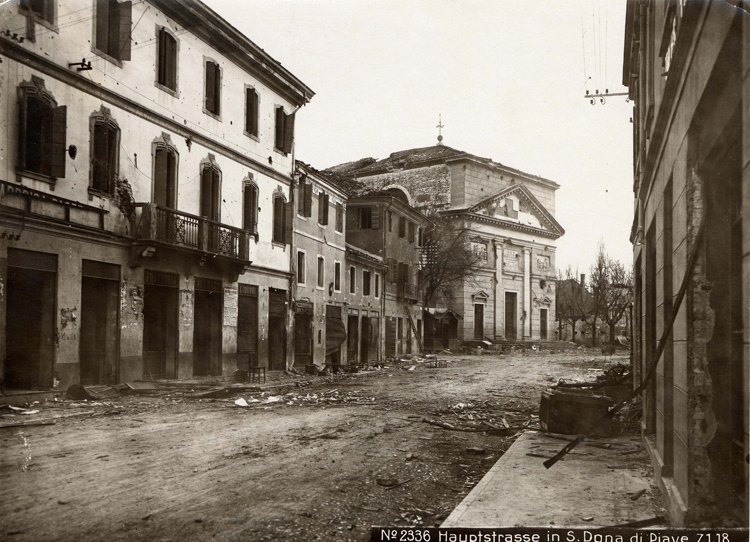
Zerstörungen im Zentrum von San Donà (ht. Fußgängerzone Silvio Trentin) nach zwei Monaten österreichisch-ungarischer Besetzung am 7. Januar 1918

San Donà wurde vom Ersten Weltkrieg schwer getroffen, da die Kriegsfront dort verlief. Der Bürgermeister ordnete am 4. November 1917 die Evakuierung der Stadt an. Die Flussübergänge wurden zerstört, und, um dem Gegner Beobachtungsmöglichkeiten zu nehmen, auch alle hohen Gebäude. Am 9. November erreichte die 12. Division der Isonzo-Armee San Donà. Sie errichteten ihr Hauptquartier in der Villa Ronchi von Palazzetto, das bald in die Villa Ancillotto verlegt wurde. Erst am 31. Oktober 1918 wurde San Donà wieder von italienischen Truppen eingenommen. Die Infrastruktur der Stadt war völlig zerstört, das kulturelle Erbe weitgehend vernichtet.
Neben der Wiederherstellung des Lebensnotwendigsten, also Wohnungen, Arbeitsstätten und einer Infrastruktur, entstanden, entsprechend dem Zeitgeschmack, neue Baulichkeiten. Besonders einflussreich waren hierbei Max Ongaro, Camillo Puglisi Allegra und Giuseppe Torres.
1922 tagte in San Donà der Congresso Nazionale delle Bonifiche, der die sogenannte „bonifica integrale“ vorsah, die erfolgreich die Malaria bekämpfte, letztlich aber einen erheblichen Beitrag zur Zerstörung großer Gebiete der Lagune leistete.

### Zweiter Weltkrieg, Widerstand
1940 trat Italien in den Zweiten Weltkrieg ein, doch wurde der Führer der seit 1922 herrschenden Faschisten, Mussolini, gestürzt. Nach der Proklamation Badoglios vom 8. September 1943 schlossen sich Hunderte der Bewohner von San Donà dem Widerstand an, wie sich 1970 bei der Überreichung der Medaglia d'Argento al Valor Militare durch das Verteidigungsministerium zeigte.
Im Oktober 1943 entstand in Venedig die Partisanenformation „Venezia“. Ihre Aktivitäten richteten sich zunächst vorrangig gegen das Eisenbahnnetz um die Stadt Mestre. Die etwa 30 Köpfe zählende Widerstandsgruppe verlegte unter Führung von Alfredo Vivian ihre Aktivitäten auf das Gebiet um San Donà di Piave. Im Januar 1944 explodierte eine Bombe in der Casa del Fascio von San Donà, woraufhin elf Partisanen aus dem Ort am 28. Juli 1944 in Venedig hingerichtet wurden, wo eine Bombe die Ca’ Giustinian zerstört hatte.

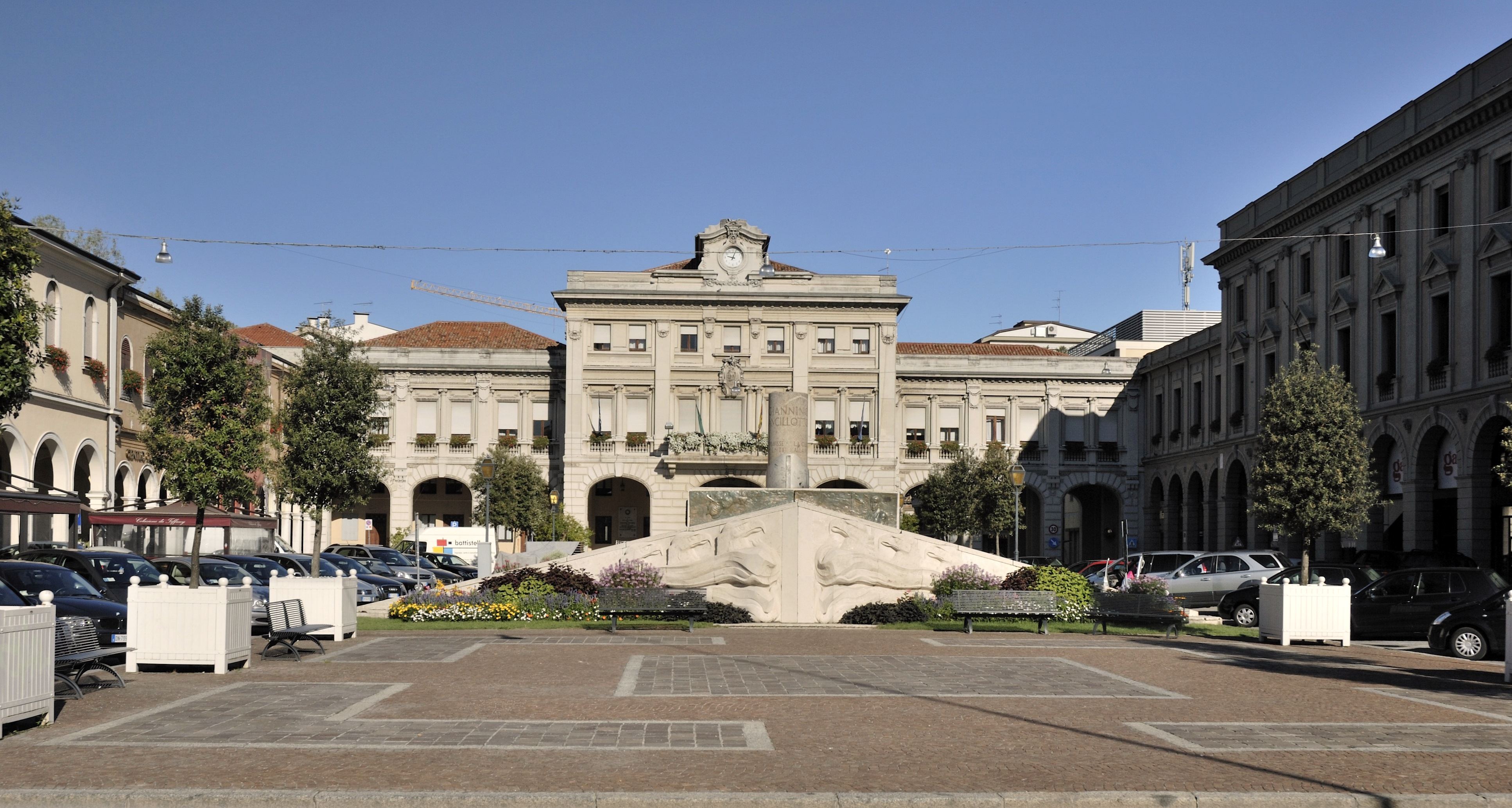
Der heutige Platz mit dem Rathaus

Im Juli 1944 wurde San Donà erstmals aus der Luft bombardiert, am 23. September die Eisenbahnbrücke getroffen. Am 10. Oktober erfolgte eine zweite Bombardierung, in deren Verlauf das Rathaus, die Pretura, Gefängnisse und rund 100 Gebäude beschädigt wurden. Völlig zerstört wurde das Teatro Verdi und das Ospedale Umberto I. Am 25. April 1945 erklärte sich der Ort im Zuge eines Aufstands, trotz der Nähe von etwa 6000 deutschen Soldaten, für befreit.

### Nachkriegszeit

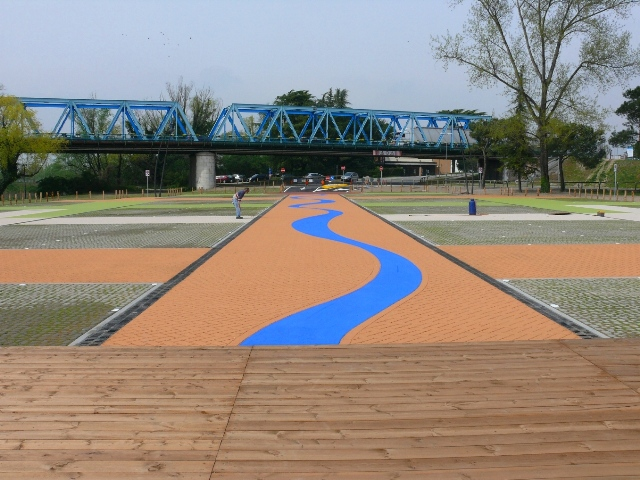
Die ‚Siegesbrücke‘ (Ponte della Vittoria)

Die Democrazia Cristiana war lange die dominierende Kraft im Ort; ab den 1960er Jahren kam durch die Mafia eine entsprechende Bandenkriminalität auf, die vor allem zwei Brüder anführten, die die Banda Maritan bildeten. Diese hing wiederum mit der Mala del Brenta zusammen, die sich Mitte der 1990er Jahre auflöste.
San Donà, inzwischen Verkehrsknotenpunkt zwischen Veneto und Friaul, liegt zwischen dem Trevisaner Industriegebiet und der touristisch genutzten Zone um Cavallino-Treporti, Jesolo, Eraclea und Caorle. Bedingt durch das wirtschaftliche Wachstum ab Mitte der 1990er Jahre kam es zu einer starken Zuwanderung. Zu den sogenannten stranieri residenti wurden Ende 2010 4676 Zuwanderer gerechnet, was 11,2 % der Bevölkerung entsprach.
Seit 1965 verfügt die Gemeinde über eine öffentliche Bibliothek, seit 2004 über die Biblioteca „Giovanni XXIII“; hinzu kommt das seit 1975 bestehende Museo della bonifica. Neben einem metallurgischen Unternehmen wird im Ort der Cocktail Bellini in Flaschen gefüllt; das örtliche Kunsthandwerk stellte 2010 allein fast 28 % der Arbeitsplätze und ist damit in dieser Hinsicht die bedeutendste Stadt des Veneto nach den großen Zentren, wie Venedig, Verona oder Padua. Zudem spielt die Landwirtschaft (Wein, Mais, Obst und Gemüse) weiterhin eine erhebliche Rolle.

## Städtepartnerschaften
Mit der Stadt Villeneuve-sur-Lot in Frankreich besteht eine Städtepartnerschaft.

## Persönlichkeiten
- Giannino Ancillotto (1896–1924), Jagdflieger
- Gianfranco Bedin (* 1945), Fußballspieler
- Moreno Argentin (* 1960), Radrennfahrer
- Cristina Chiuso (* 1973), Schwimmerin
- Simone Cadamuro (* 1976), Radrennfahrer
- Samuele Dalla Bona (* 1981), Fußballspieler
- Manuel Pasqual (* 1982), Fußballspieler
- Davide Carli (* 1983), Volleyballspieler und -trainer
- Marco Marcato (* 1984), Radrennfahrer
- Martina Boscoscuro (* 1988), Volleyballspielerin
- Nicola Boem (* 1989), Radrennfahrer
- Pawel Siwakow (* 1997), russisch-französischer Radrennfahrer

## Galerie

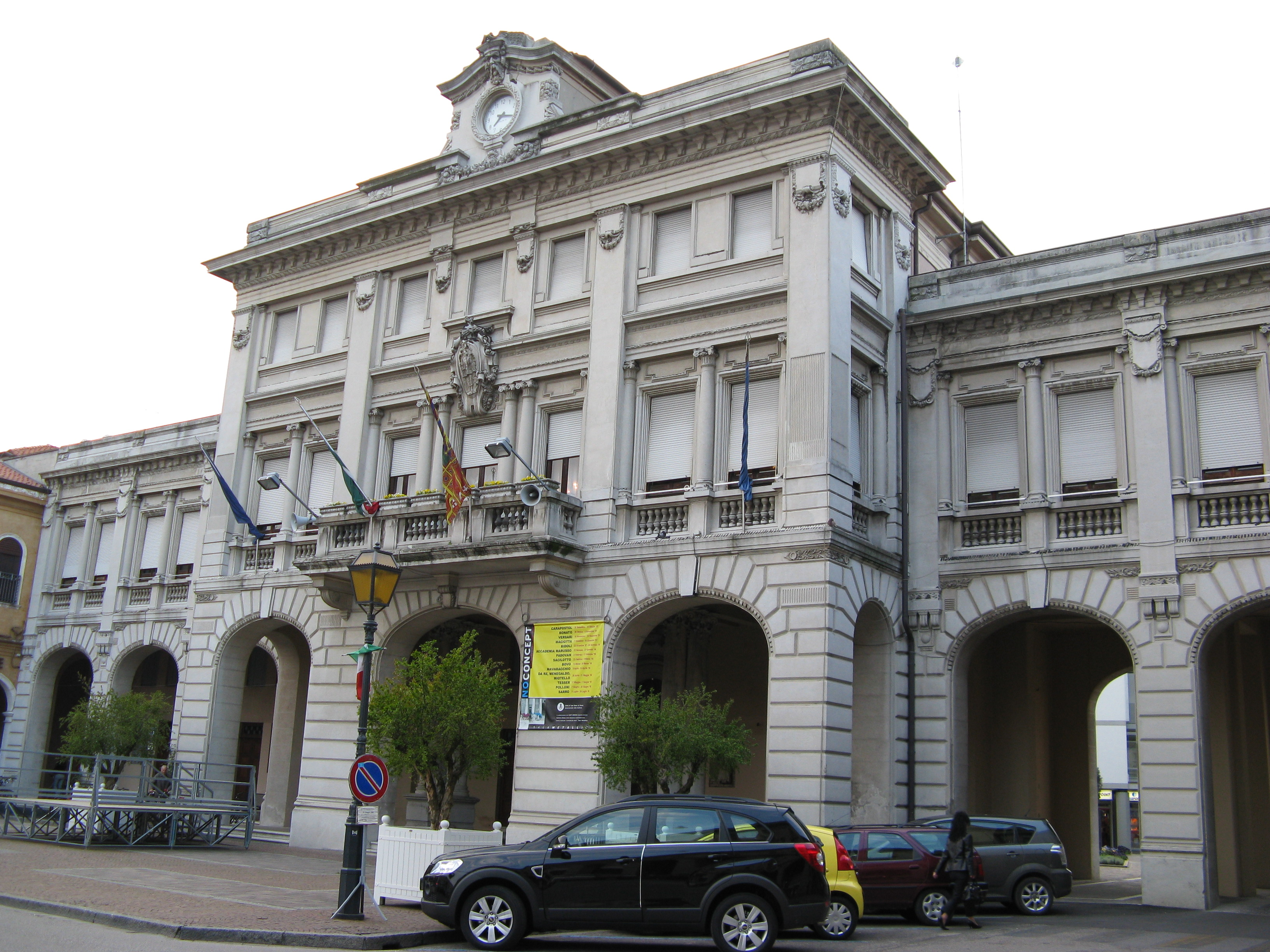
Das Rathaus
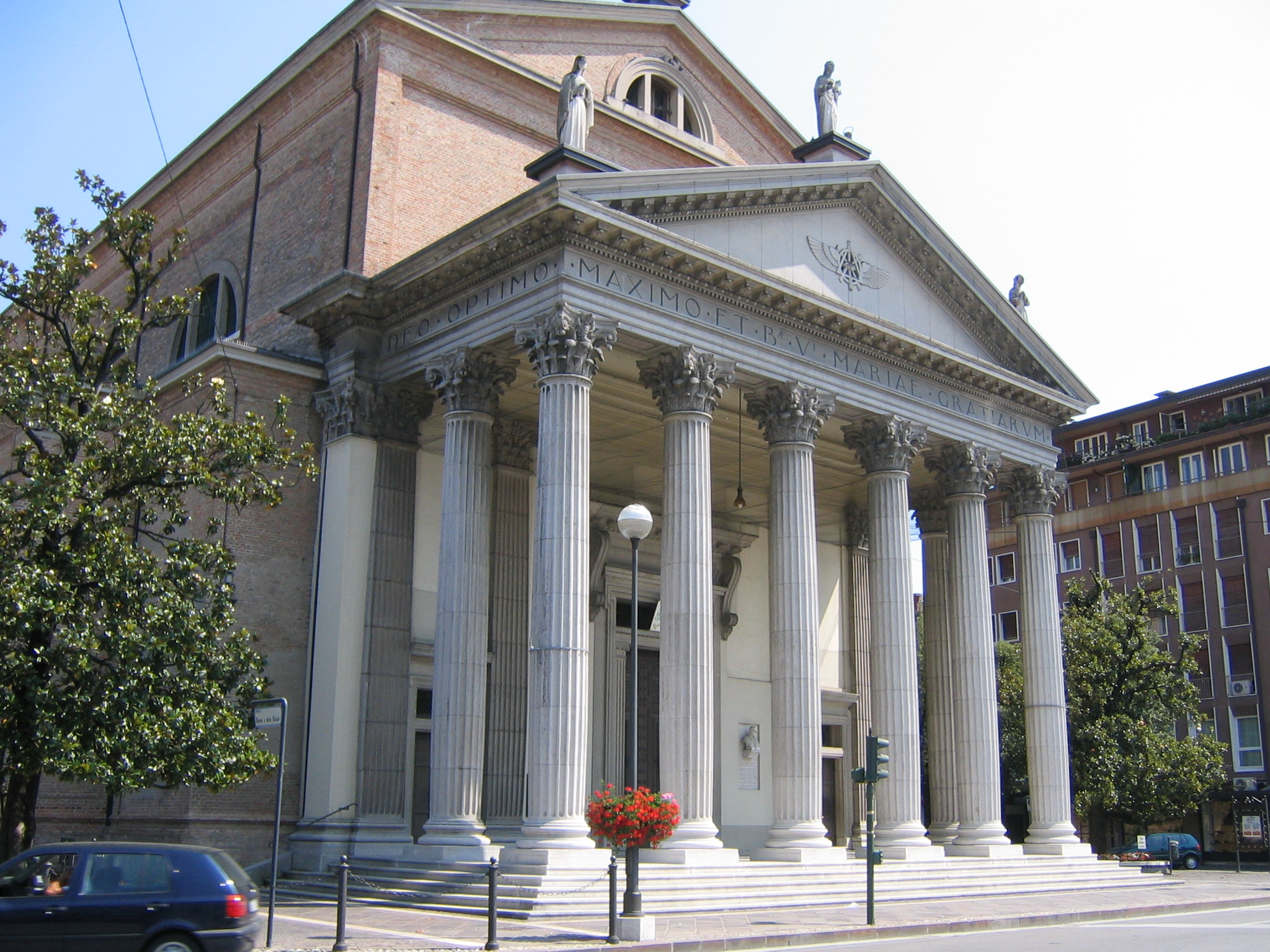
Der Dom von Norden
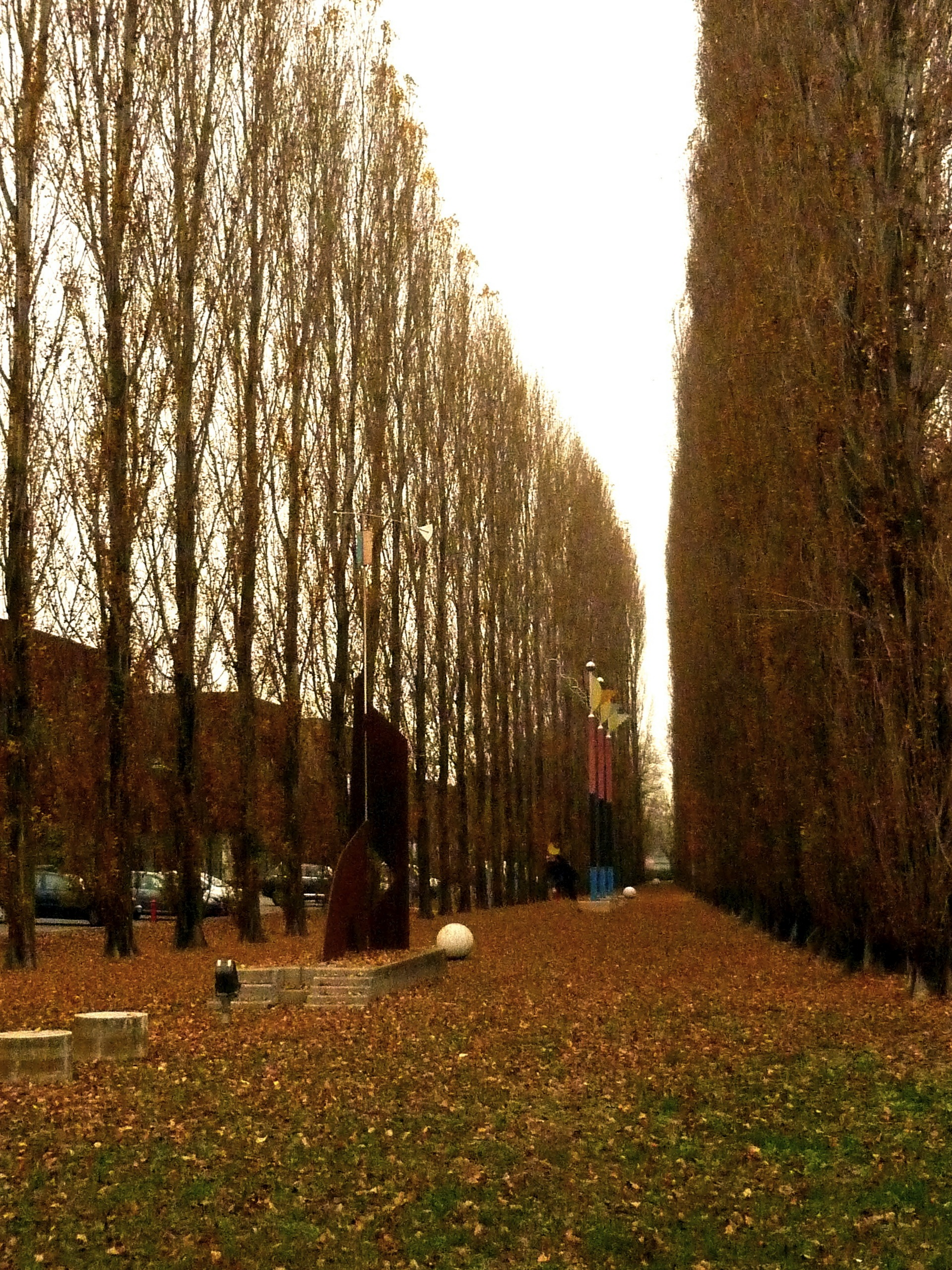
Ein Park